# Ideal (teoría de anillos)
En álgebra moderna, un ideal es una subestructura algebraica definida en la teoría de anillos. Los ideales generalizan, de manera fecunda, el estudio de la divisibilidad entre los números enteros hacia otros objetos matemáticos. De este modo, es posible enunciar versiones muy generales de teoremas de la aritmética elemental, tales como el teorema chino del resto o el teorema fundamental de la aritmética, válidos para los ideales. Se puede comparar también esta noción con la de subgrupo normal para la estructura algebraica de grupo en el sentido de que facilita definir la noción de anillo cociente como una extensión natural de la noción de grupo cociente.

## Aspecto histórico
La teoría de los ideales es relativamente reciente, puesto que fue creada por el matemático alemán, Richard Dedekind, a fines del siglo XIX. En dicha época, una parte de la comunidad matemática se interesó en los números algebraicos y, más concretamente, en los enteros algebraicos. 
La cuestión consiste en saber si los enteros algebraicos se comportan como los enteros relativos, particularmente, en lo que respecta a su descomposición en factores primos. Parecía claro, desde el comienzo del siglo XIX que este no era siempre el caso. Por ejemplo, el entero 6  puede descomponerse, en el anillo {\displaystyle \mathbb {Z} [i{\sqrt {5}}]},  en la forma {\displaystyle 2\times 3} o en la forma {\displaystyle (1+i{\sqrt {5}})(1-i{\sqrt {5}})}.
Ernst Kummer señaló entonces que la cuestión anterior va a depender de los números en cuestión, e inventó la noción de complejos ideales.
La idea es hacer que sea única la descomposición en factores primos añadiendo artificialmente otros números (del mismo modo que se añade i a los números reales siendo {\displaystyle i^{2}=-1} con el fin de disponer de números para los cuadrados negativos). Para el ejemplo de más arriba, se van a "inventar" cuatro números "ideales" a, b, c y d tales que:
{\displaystyle 2=a\cdot b}
{\displaystyle 3=c\cdot d}
{\displaystyle 1+i{\sqrt {5}}=a\cdot c}
{\displaystyle 1-i{\sqrt {5}}=b\cdot d}
Así, 6 se descompondrá de manera única en:
{\displaystyle 6=a\cdot b\cdot c\cdot d}
Dedekind en 1871 vuelve a usar la noción de número ideal de Kummer y crea la noción de ideal en un anillo. Se interesa principalmente por los anillos de los enteros algebraicos, es decir, anillos conmutativos unitarios e íntegros. En este dominio se encuentran los resultados más interesantes sobre los ideales. Creó el conjunto de los ideales de un anillo conmutativo, unitario e íntegro para operaciones semejantes a la adición y a la multiplicación de los enteros relativos.
La teoría de los ideales no solo permitió un avance significativo en el álgebra general, sino también en el estudio de las curvas algebraicas (geometría algebraica).

## Definición
Un subconjunto {\displaystyle I} no vacío de un anillo {\displaystyle (A,+,\cdot )} es un ideal por la izquierda de {\displaystyle A} si:
1. {\displaystyle I} es un subgrupo aditivo de {\displaystyle A}.
2. {\displaystyle \forall (a,x)\in A\times I:a\cdot x\in I} (El producto por la izquierda de un elemento de {\displaystyle I} por un elemento de {\displaystyle A} pertenece a {\displaystyle I}).

y es un ideal por la derecha de {\displaystyle A} si:
1. {\displaystyle I} es un subgrupo aditivo de {\displaystyle A}.
2. {\displaystyle \forall (x,a)\in I\times A:x\cdot a\in I} (El producto por la derecha de un elemento de {\displaystyle I} por un elemento de {\displaystyle A} pertenece a {\displaystyle I}).

Un ideal bilátero es un ideal por la derecha y por la izquierda. En un anillo conmutativo, las nociones de ideal por la derecha, de ideal por la izquierda y de ideal bilátero coinciden y simplemente se habla de ideal. 

### Ejemplos y propiedades básicas
- Para todo entero relativo {\displaystyle k}, {\displaystyle k\mathbb {Z} } es un ideal de {\displaystyle \mathbb {Z} }.
- Si A es un anillo, {0} y A son ideales triviales de A. Estos dos ideales tienen un interés muy limitado. Por esta razón se llamará ideal propio a todo ideal no trivial.
- Si A es un anillo unitario y si {\displaystyle I} es un ideal que contiene a 1 entonces {\displaystyle I=A}. De modo más general, si, {\displaystyle I} contiene un elemento invertible (una unidad), entonces {\displaystyle I=A}.| Demostración                                                                                                                                                                                                                                                                                                                                                                                                                                                                                                                                                    |
| Sea {\displaystyle I\subseteq A} un ideal y supongamos que existe una unidad {\displaystyle u\in I} (es decir, un elemento tal que existe {\displaystyle u^{-1}\in A} tal que {\displaystyle uu^{-1}=u^{-1}u=1}). Veamos que {\displaystyle I=A}. Sea pues {\displaystyle a\in A} un elemento cualquiera y veamos que {\displaystyle a\in I}. Observamos que {\displaystyle a=(au^{-1})u}. Como {\displaystyle u\in I} e {\displaystyle I} es un ideal, tenemos que {\displaystyle a=(au^{-1})u\in I}, como queríamos demostrar. {\displaystyle \quad \square } |
- Los únicos ideales en un cuerpo {\displaystyle K} son los ideales triviales.| Demostración                                                                                                                                                                                                                                                                                                                                                                                                                                                                                                                            |
| Es consecuencia inmediata de la propiedad anterior y la definición de cuerpo (anillo donde todo elemento distinto de 0 tiene inverso). En efecto, supongamos que tenemos un anillo {\displaystyle I\neq \{0\}} y veamos que necesariamente es {\displaystyle I=K}. Como {\displaystyle I\neq \{0\}}, necesariamente existe un elemento {\displaystyle a\in I,a\neq 0}. Pero, por definición de cuerpo, {\displaystyle a} es invertible y, por la propiedad anterior, concluimos que {\displaystyle I=K}. {\displaystyle \quad \square } |
- Dado un elemento {\displaystyle a\in A}, el conjunto {\displaystyle (a):=\{ab:b\in A\}\subseteq A} es un ideal. Lo llamamos el ideal generado por {\displaystyle a} (más abajo se generaliza el concepto al ideal generado por un subconjunto). Entonces, si {\displaystyle A} es un anillo íntegro, {\displaystyle (a)=(b)} si y sólo si {\displaystyle b=au}, con {\displaystyle u\in A} una unidad.

| Demostración |
| {\displaystyle (\Rightarrow )} Supongamos que {\displaystyle (a)=(b)} y veamos que {\displaystyle b=au}, con {\displaystyle u} una unidad. En efecto, en particular tenemos que {\displaystyle a\in (b)}, lo significa que existe un {\displaystyle x\in A} tal que {\displaystyle a=bx}. Por otro lado, como {\displaystyle b\in (a)}, tenemos que existe un {\displaystyle y\in A} tal que {\displaystyle b=ay}. Juntando las dos expresiones obtenemos que {\displaystyle a=ayx}. Como {\displaystyle A} es íntegro, tenemos ley de cancelación, lo que significa que {\displaystyle yx=1}, por lo que {\displaystyle x} e {\displaystyle y} son unidades. Viendo las definiciones de {\displaystyle x} e {\displaystyle y} vemos que ya hemos visto lo que queríamos. {\displaystyle (\Leftarrow )} Supongamos que {\displaystyle b=au}, con {\displaystyle u\in A} unidad y veamos que {\displaystyle (a)=(b)}. La propia hipótesis nos dice que {\displaystyle b\in (a)}, por lo que {\displaystyle (b)\subseteq (a)}. Por otro lado, como {\displaystyle u} es invertible, tenemos que {\displaystyle a=bu^{-1}}. Por un argumento análogo al anterior, tenemos que {\displaystyle (a)\subseteq (b)}. {\displaystyle \quad \square } |

## Operaciones con ideales

### Suma
Si I y J son dos ideales de un anillo A, entonces se puede comprobar que el conjunto {\displaystyle I+J=\{x+y:x\in I\ e\ y\in J\}} es un ideal. 
| Demostración |
| Para comprobar que el aserto es correcto, debemos comprobar en primer lugar que I+J es subgrupo del grupo aditivo de A, i.e., {\displaystyle (A,+)}, y en segundo lugar tendremos que comprobar que {\displaystyle za\in (I+J),~\forall a\in A,\forall z\in (I+J)}. - En primer lugar, sea {\displaystyle z_{1},z_{2}\in (I+J)\Rightarrow \exists (x_{1},y_{1}),(x_{2},y_{2})\in I\times J} tales que {\displaystyle z_{i}=x_{i}+y_{i}~(i=1,2)}. Como {\displaystyle I,J} son ideales, entonces son subgrupos de {\displaystyle A} y por ende, {\displaystyle (x_{1}-x_{2},y_{1}-y_{2})\in I\times J}, de manera que {\displaystyle z_{1}+(-z_{2})=(x_{1}-x_{2})+(y_{1}-y_{2})} es un elemento del conjunto {\displaystyle I+J}. Ergo, {\displaystyle \forall z_{1},z_{2}\in I+J,~(z_{1}-z_{2})\in I+J}, por lo tanto {\displaystyle I+J} es subgrupo de {\displaystyle (A,+)}. - En segundo lugar, sea {\displaystyle z=(x+y)\in I+J,a\in A}. {\displaystyle a\cdot z=a\cdot (x+y)=a\cdot x+a\cdot y=(a\cdot x)+(a\cdot y)}. Por ser {\displaystyle I,J} ideales de A se tiene que {\displaystyle (a\cdot x)\in I,~(a\cdot y)\in J~\forall a\in A}. De este modo, {\displaystyle a\cdot z\in I+J}. Con esto queda demostrado que era correcta la afirmación enunciada. |

### Intersección
Toda intersección de ideales es un ideal.
| Demostración |
| Sea una familia de ideales {\displaystyle \{I_{k}\}}, queremos comprobar que {\displaystyle I=\bigcap _{k}I_{k}} es ideal: - Comprobemos que es subgrupo del grupo aditivo {\displaystyle (A,+)}. Sean {\displaystyle x,y\in \bigcap _{k}I_{k}}, entonces se tiene que {\displaystyle x,y\in I_{k},\forall k}. Como los {\displaystyle I_{k}} son ideales, entonces {\displaystyle x-y\in I_{k},\forall k}, por lo que a su vez se tiene que {\displaystyle x-y\in \bigcap _{k}I_{k}=I}. Por consiguiente I es subgrupo de {\displaystyle (A,+)}. - Comprobemos ahora que {\displaystyle a\cdot x\in I,\forall a\in A,x\in I}. {\displaystyle x\in I\Rightarrow x\in \bigcap _{k}I_{k}\Rightarrow x\in I_{k},\forall k}. Ahora bien, como los {\displaystyle I_{k}} son ideales, sabemos que {\displaystyle a\cdot x\in I_{k},\forall a\in A,\forall k\Rightarrow a\cdot x\in \bigcap _{k}I_{k},\forall a\in A}. Por consiguiente {\displaystyle a\cdot x\in I,\forall a\in A,x\in I}. Queda con esto demostrado el aserto anterior, i.e., {\displaystyle \bigcap _{k}I_{k}} es ideal, siendo {\displaystyle \{I_{k}\}} una familia arbitraria de ideales de A. |

El conjunto de los ideales de A con estas dos operaciones forma una cadena. De esta segunda ley se permite la noción de ideal generado. Si P es un subconjunto de un anillo A, se llama ideal generado por P a la intersección de todos los ideales de A que contienen a P, notado usualmente como {\displaystyle \langle P\rangle }. Se puede comprobar que:
1. {\displaystyle \langle P\rangle =\{a_{1}x_{1}+\dots +a_{n}x_{n}:a_{1},\dots ,a_{n}\in P,~x_{1},\dots ,x_{n}\in A\}}
2. {\displaystyle I+J=\langle I\cup J\rangle =\bigcap _{k}\{G_{k}:G_{k}{\textrm {~es~ideal~en~}}A{\textrm {~y~}}(I\cup J)\subseteq G_{k}\}}

Ejemplos:
- Para un anillo {\displaystyle A}, a ∈ A engendra el ideal {\displaystyle aA} (por ejemplo n engendra {\displaystyle n\mathbb {Z} }, ideal de {\displaystyle \mathbb {Z} })
- Si I y J son dos ideales de A, el ideal {\displaystyle I+J} está engendrado por el subconjunto {\displaystyle I\cup J} de A.

### Producto
Si I y J son dos ideales de un anillo, se llama producto de I y J al ideal {\displaystyle \textstyle IJ} constituido por todos los elementos de la forma xy donde x pertenece a I e y pertenece a J. Se tiene que {\displaystyle IJ\subset I\cap J}.
Como ejemplo, en el anillo {\displaystyle \mathbb {Z} } , el producto de los ideales {\displaystyle n\mathbb {Z} } y {\displaystyle p\mathbb {Z} } es el ideal {\displaystyle np\mathbb {Z} } y este último está incluido en {\displaystyle n\mathbb {Z} \cap p\mathbb {Z} }.

### Anillo cociente
Si I es un ideal bilátero del anillo A, la relación {\displaystyle x{\mathcal {R}}y\Leftrightarrow x-y\in I} es una relación de equivalencia compatible con las dos leyes del anillo. Se puede crear entonces, sobre el conjunto de las clases {\displaystyle {\dot {x}}=x+I} una estructura de anillo denominada anillo cociente A/ I del anillo A por el ideal I. La construcción se realiza sobre la base del grupo aditivo del anillo. Cabe tomar como elementos de A/I las clases adjuntas a + I( llamadas «clases de restos respecto al módulo del ideal I»).
Como suma de clases  se define por (a +I) +º (b+ I) =(a+b) + L; el opuesto  -º(a+I) = -a + I.
Como producto de clases (a+I) ×º (b+I)= ab + I.

## Casos particulares
Ideal principal: es un ideal generado por un único elemento.
Ideal primario: en un anillo conmutativo unitario, un ideal I es primario si y solo si para todo a y b tales que {\displaystyle ab\in I} , si {\displaystyle a\notin I} entonces existe un entero natural n tal que {\displaystyle b^{n}\in I}.
Ideal primo: en un anillo conmutativo unitario, I es un ideal primo si y solo si I es distinto de A y, para todo a y b pertenecientes a A tales que {\displaystyle ab\in I}, si {\displaystyle a\notin I} entonces {\displaystyle b\in I}.
{\displaystyle P} es un ideal primo de {\displaystyle A\Leftrightarrow } {\displaystyle A/P} es dominio de integridad.
Ideal irreducible : en un anillo conmutativo unitario, un ideal I es irreducible si no se puede escribir como intersección de dos ideales J y K diferentes de I.
Ideal maximal : Un ideal {\displaystyle M} es maximal {\displaystyle \Leftrightarrow } existen exactamente dos ideales que contienen a {\displaystyle M}, a saber, {\displaystyle A} y el mismo {\displaystyle M}.
En un anillo conmutativo unitario, un ideal maximal es necesariamente primo.
El ideal {\displaystyle M} es un ideal maximal de {\displaystyle A} si y solo si {\displaystyle A/M} es un cuerpo.
Radical de un ideal: Si I es un ideal de un anillo conmutativo A, se llama radical de I, y se escribe {\displaystyle {\sqrt {I}}} , al conjunto de los elementos x de A tales que existe un entero natural n para el cual {\displaystyle x^{n}\in I}. Es un ideal de A.
Ejemplo: {\displaystyle 30\mathbb {Z} } es el radical de {\displaystyle 360\mathbb {Z} }
Si {\displaystyle A} es un anillo conmutativo, entonces tiene las propiedades siguientes:
- {\displaystyle {\sqrt {I}}\supset I}
- {\displaystyle {\sqrt {\sqrt {I}}}={\sqrt {I}}}
- {\displaystyle {\sqrt {IJ}}={\sqrt {I\cap J}}={\sqrt {I}}\cap {\sqrt {J}}}
- Si, además, {\displaystyle A} es unitario, {\displaystyle {\sqrt {I}}=A\Leftrightarrow I=A}